# Generali Open 2018
Il Generali Open 2018 è stato un torneo di tennis maschile giocato sulla terra rossa. È stata la 73ª edizione dell'evento, appartenente alle ATP Tour 250 nell'ambito dell'ATP World Tour 2018. Si è giocato al Tennis Stadium Kitzbühel di Kitzbühel, in Austria, dal 30 luglio al 5 agosto 2018.

## Partecipanti

### Teste di serie
| Giocatore   | Nazione               | Ranking* | Testa di serie |
| ----------- | --------------------- | -------- | -------------- |
| Austria     | Dominic Thiem         | 8        | 1              |
| Germania    | Philipp Kohlschreiber | 25       | 2              |
| Spagna      | Fernando Verdasco     | 33       | 3              |
| Paesi Bassi | Robin Haase           | 38       | 4              |
| Francia     | Gilles Simon          | 39       | 5              |
| Germania    | Maximilian Marterer   | 47       | 6              |
| Germania    | Jan-Lennard Struff    | 51       | 7              |
| Serbia      | Dušan Lajović         | 63       | 8              |

* Ranking al 23 luglio 2018.

### Altri partecipanti
I seguenti giocatori hanno ricevuto una wild card per il tabellone principale:
- Corentin Moutet
- Dennis Novak
- Sebastian Ofner

I seguenti giocatori sono entrati in tabellone come special exempt:
- Jozef Kovalík
- Jürgen Zopp

I seguenti giocatori sono passati dalle qualificazioni:

- Yannick Hanfmann
- Denis Istomin
- Martin Kližan
- Jurij Rodionov

### Ritiri
Prima del torneo
- Pablo Cuevas → sostituito da  Radu Albot
- Richard Gasquet → sostituito da  Tarō Daniel
- Gaël Monfils → sostituito da  Jaume Munar
- Guido Pella → sostituito da  Nikoloz Basilašvili
- Albert Ramos Viñolas → sostituito da  Michail Kukuškin
- João Sousa → sostituito da  Laslo Đere

## Campioni

### Singolare
Martin Kližan ha battuto in finale  Denis Istomin con il punteggio di 6-2, 6-2.
- È il sesto titolo in carriera per Kližan, il primo della stagione.

### Doppio
Roman Jebavý /  Andrés Molteni hanno battuto in finale  Daniele Bracciali /  Federico Delbonis con il punteggio di 6-2, 6-4.